# Borate de triméthyle

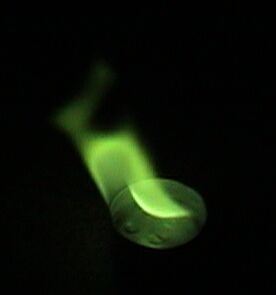
Feu vert de l'acide borique dans le méthanol.

Le borate de triméthyle est le composé organique de formule B(OCH3)3. C'est un liquide dont la flamme est verte. C'est un intermédiaire dans la préparation du borohydrure de sodium et c'est un réactif populaire en chimie organique. Il s'agit d'un acide de Lewis faible (AN = 23, méthode Gutmann-Beckett).
Les esters de borate sont préparés depuis l'acide borique par estérification avec l’alcool correspondant dans des conditions permettant l'élimination de l'eau produite lors de la réaction.

## Applications
Le borate de triméthyle est le principal précurseur du borohydrure de sodium par sa réaction avec l'hydrure de sodium :
4 NaH + B(OCH3)3 → NaBH4 + 3 NaOCH3
En soudure, il compose des flux de brasage prévenant l'oxydation.
Le borate de triméthyle n'a aucune autre application commerciale annoncée. Il a été exploré en tant qu'ignifuge et a été examiné comme additif à certains polymères.

### Synthèse organique
C'est un réactif utile en synthèse organique, en tant que précurseur des acides boroniques, qui sont utilisés dans les couplages de Suzuki. Ces acides boroniques sont préparés par réaction du borate de triméthyle avec les réactifs de Grignard suivie d'une hydrolyse, :
ArMgBr + B(OCH3)3 → MgBrOCH3 + ArB(OCH3)2
ArB(OCH3)2 + 2 H2O → ArB(OH)2 + 2 HOCH3

### Culture Populaire
Depuis la parution de la série à succès Game of Thrones, la combustion du borate de triméthyle a gagné en popularité en tant que réaction chimique impressionnante en raison de sa flame verte. La popularité de cette réaction s'explique en partie par la relative facilité à la reproduire en distillant simplement du méthanol et de l'acide borique. 